# Sakaki Shota
Shota Sakaki (sinh ngày 3 tháng 8 năm 1993) là một cầu thủ bóng đá người Nhật Bản.

## Sự nghiệp câu lạc bộ
Shota Sakaki đã từng chơi cho Consadole Sapporo và Horn.